# Christopher Bieber
Christopher Bieber (Bad Mergentheim, 3 juli 1989) is een Duits voetballer die als aanvaller speelt.
Bieber speelde in de jeugd bij Karlsruher SC waar hij sinds 2007 ook in het tweede elftal speelde dat in de Regionalliga uit kwam. Sinds 2009 speelde hij ook voor het eerste team. In 2011 liep zijn contract af en stapte hij over naar FC Oss. Van 2012 tot 2016 kwam Bieber uit voor Würzburger Kickers. In 2016 ging hij naar Rot-Weiß Erfurt.